# Bösarp
Bösarp är kyrkbyn i Bösarps socken på Söderslätt i Trelleborgs kommun belägen cirka 10 kilometer nordost om Trelleborg. 
Bösarp var tidigare ett kyrkligt centrum då Västra Virestad inte har någon kyrka och många gick till Bösarps kyrka på grund av kyrkans storlek. Den nuvarande kyrkan byggdes på 1800-talet.
Bösarps Bygdeförening, bildades 1985 och är synnerligen livaktig med många årliga arrangemang som hembygdsdag, loppmarknad, växtmarknad, föredrag mm.  
Har även ett eget bygdemuseum som invigdes 1986. I byn finns även ett stort församlingshem.